# Maisonnais
Maisonnais és un municipi francès, situat al departament de Cher i a la regió de Centre – Vall del Loira. L'any 2007 tenia 214 habitants.

## Demografia

### Població
El 2007 la població de fet de Maisonnais era de 214 persones. Hi havia 108 famílies, de les quals 40 eren unipersonals (28 homes vivint sols i 12 dones vivint soles), 36 parelles sense fills, 20 parelles amb fills i 12 famílies monoparentals amb fills.
La població ha evolucionat segons el següent gràfic:
Habitants censats

### Habitatges
El 2007 hi havia 197 habitatges, 105 eren l'habitatge principal de la família, 59 eren segones residències i 32 estaven desocupats. 194 eren cases i 3 eren apartaments. Dels 105 habitatges principals, 94 estaven ocupats pels seus propietaris, 10 estaven llogats i ocupats pels llogaters i 1 estava cedit a títol gratuït; 6 tenien dues cambres, 21 en tenien tres, 36 en tenien quatre i 43 en tenien cinc o més. 70 habitatges disposaven pel capbaix d'una plaça de pàrquing. A 64 habitatges hi havia un automòbil i a 30 n'hi havia dos o més.

### Piràmide de població
La piràmide de població per edats i sexe el 2009 era:
| Homes | Edats   | Dones |
| ----- | ------- | ----- |
| 0     | 95 o +  | 0     |
| 0     | 90 a 94 | 0     |
| 4     | 85 a 89 | 4     |
| 0     | 80 a 84 | 0     |
| 12    | 75 a 79 | 4     |
| 8     | 70 a 74 | 8     |
| 8     | 65 a 69 | 12    |
| 8     | 60 a 64 | 16    |
| 8     | 55 a 59 | 0     |
| 4     | 50 a 54 | 0     |
| 8     | 45 a 49 | 4     |
| 8     | 40 a 44 | 4     |
| 8     | 35 a 39 | 4     |
| 4     | 30 a 34 | 0     |
| 8     | 25 a 29 | 12    |
| 0     | 20 a 24 | 0     |
| 8     | 15 a 19 | 8     |
| 4     | 10 a 14 | 4     |
| 12    | 5 a 9   | 0     |
| 4     | 0 a 4   | 8     |

## Economia
El 2007 la població en edat de treballar era de 143 persones, 85 eren actives i 58 eren inactives. De les 85 persones actives 78 estaven ocupades (49 homes i 29 dones) i 7 estaven aturades (3 homes i 4 dones). De les 58 persones inactives 27 estaven jubilades, 13 estaven estudiant i 18 estaven classificades com a «altres inactius».

### Ingressos
El 2009 a Maisonnais hi havia 113 unitats fiscals que integraven 222 persones, la mediana anual d'ingressos fiscals per persona era de 12.855 €.

### Activitats econòmiques
Dels 10 establiments que hi havia el 2007, 3 eren d'empreses de construcció, 1 d'una empresa de transport, 3 d'empreses d'hostatgeria i restauració, 2 d'empreses immobiliàries i 1 d'una empresa de serveis.
Dels 5 establiments de servei als particulars que hi havia el 2009, 3 eren lampisteries, 1 veterinari i 1 restaurant.
L'any 2000 a Maisonnais hi havia 33 explotacions agrícoles que ocupaven un total de 2.002 hectàrees.

## Poblacions més properes
El següent diagrama mostra les poblacions més properes.